# Deso Gelmisa
Deso Gelmisa, auch: Chalu Deso Gelmisa, (* 14. Dezember 1997) ist ein äthiopischer Langstreckenläufer.

## Sportliche Laufbahn
Deso Gelmisa siegte beim Porto-Marathon 2019 mit einer Zeit von 2:09:08 h.

Den Paris-Marathon 2022 gewann er in einer Zeit von 2:05:07 h.

2023 gewann er den Tokio-Marathon.

## Persönliche Bestleistungen
- Halbmarathon: 1:08:06 h, 24. September 2017, Lille
- Marathon: 2:04:53 h, 6. Dezember 2020, Valencia